# NRL 2016
Die NRL 2016 war die neunzehnte Saison der National Rugby League, der australisch-neuseeländischen Rugby-League-Meisterschaft. Den ersten Tabellenplatz nach Ende der regulären Saison belegten die Melbourne Storm. Diese verloren im Finale 12:14 gegen die Cronulla-Sutherland Sharks, die damit zum ersten Mal die NRL gewannen. 

## Tabelle
|      | Team                          | Spiele | Siege | Unent. | Ndlg. | Spiel- punkte | Diff. | Tabellen- punkte |
| ---- | ----------------------------- | ------ | ----- | ------ | ----- | ------------- | ----- | ---------------- |
| 01.  | Melbourne Storm               | 24     | 19    | 0      | 5     | 563:202       | + 261 | 42               |
| 02.  | Canberra Raiders              | 24     | 17    | 1      | 6     | 688:456       | + 232 | 39               |
| 03.  | Cronulla-Sutherland Sharks    | 24     | 17    | 1      | 6     | 580:404       | + 176 | 39               |
| 04.  | North Queensland Cowboys      | 24     | 15    | 0      | 9     | 584:355       | + 229 | 34               |
| 05.  | Brisbane Broncos              | 24     | 15    | 0      | 9     | 554:434       | + 120 | 34               |
| 06.  | Penrith Panthers              | 24     | 14    | 0      | 10    | 563:463       | + 100 | 32               |
| 07.  | Canterbury-Bankstown Bulldogs | 24     | 14    | 0      | 10    | 506:448       | + 58  | 32               |
| 08.  | Gold Coast Titans             | 24     | 11    | 1      | 12    | 508:497       | + 11  | 27               |
| 09.  | Wests Tigers                  | 24     | 11    | 0      | 13    | 499:607       | - 108 | 26               |
| 010. | New Zealand Warriors          | 24     | 10    | 0      | 14    | 513:601       | - 88  | 24               |
| 011. | St. George Illawarra Dragons  | 24     | 10    | 0      | 14    | 341:538       | - 197 | 24               |
| 012. | South Sydney Rabbitohs        | 24     | 9     | 0      | 15    | 473:549       | - 76  | 22               |
| 013. | Manly-Warringah Sea Eagles    | 24     | 8     | 0      | 16    | 454:563       | - 109 | 20               |
| 014. | Parramatta Eels               | 24     | 13    | 0      | 11    | 298:324       | - 26  | 18*              |
| 015. | Sydney Roosters               | 24     | 6     | 0      | 18    | 443:576       | - 133 | 16               |
| 016. | Newcastle Knights             | 24     | 1     | 1      | 22    | 305:800       | + 495 | 7                |

- Da in dieser Saison jedes Team zwei Freilose hatte, wurden nach der Saison zur normalen Punktezahl noch 4 Punkte dazugezählt.
- Parramatta wurden 12 Punkte abgezogen für Verstöße gegen das Salary Cap.

## Playoffs

### Ausscheidungs/Qualifikationsplayoffs
| 9. September 20:00 | Brisbane Broncos | 44 : 28         | Gold Coast Titans                                                                                             | Suncorp Stadium, Brisbane Zuschauer: 43.170 Schiedsrichter: Gerard Sutton, Gavin Badger |
| 9. September 20:00 | Versuche: Kahu 10. erh., 23. n.erh. Wallace 27. erh. Glenn 42. erh., 51. erh. Oates 62. erh., 78. n.erh. Milford 70. erh. Erhöhungen: Kahu (6/7) | (16:18) Bericht | Versuche: McQueen 3. erh., 66. n.erh. Mead 15. erh. Hoffman 38. erh. James 74. erh. Erhöhungen: Roberts (4/5) | Suncorp Stadium, Brisbane Zuschauer: 43.170 Schiedsrichter: Gerard Sutton, Gavin Badger |

| 10. September 17:45 | Canberra Raiders                                                                                  | 14 : 16        | Cronulla-Sutherland Sharks                                                                             | GIO Stadium, Canberra Zuschauer: 25.592 Schiedsrichter: Matt Cecchin, Alan Shortall |
| 10. September 17:45 | Versuche: Hodgson 13. erh. Rapana 18. erh. Erhöhungen: Croker (2/2) Straftritte: Croker (1/1) 45. | (12:6) Bericht | Versuche: Prior 39. erh. Holmes 50. erh. Erhöhungen: Maloney (2/2) Straftritte: Maloney (2/2) 67., 76. | GIO Stadium, Canberra Zuschauer: 25.592 Schiedsrichter: Matt Cecchin, Alan Shortall |

| 10. September 20:00 | Melbourne Storm                                                                                                | 16 : 10 | North Queensland Cowboys                                                   | AAMI Park, Melbourne Zuschauer: 21.233 Schiedsrichter: Ben Cummins, Grant Atkins |
| 10. September 20:00 | Versuche: Vunivalu 32. n.erh. Bromwich 52. erh. Erhöhungen: Smith (1/2) Straftritte: Smith (3/3) 30., 49., 77. | Bericht | Versuche: Winterstein 40. erh. Feldt 62. n.erh. Erhöhungen: Thurston (1/2) | AAMI Park, Melbourne Zuschauer: 21.233 Schiedsrichter: Ben Cummins, Grant Atkins |

| 11. September 16:15 | Penrith Panthers | 28 : 12       | Canterbury-Bankstown Bulldogs                                                                    | Allianz Stadium, Sydney Zuschauer: 22.631 Schiedsrichter: Jared Maxwell, Chris James |
| 11. September 16:15 | Versuche: Watene-Zelezniak 35. n.erh. Blake 43. erh. Wallace 54. erh. Peachey 62. erh. Mansour 75. n.erh. Erhöhungen: Cleary (3/5) Straftritte: Cleary (1/1) 66. | (4:6) Bericht | Versuche: Mbye 14. n.erh. Perrett 78. erh. Erhöhungen: Perrett (1/1) Straftritte: Mbye (1/1) 26. | Allianz Stadium, Sydney Zuschauer: 22.631 Schiedsrichter: Jared Maxwell, Chris James |

### Viertelfinale
| 16. September 20:05 | North Queensland Cowboys | 26 : 20 n. V.  | Brisbane Broncos                                                                                             | 1300SMILES Stadium, Townsville Zuschauer: 23.804 Schiedsrichter: Matt Cecchin, Alan Shortall |
| 16. September 20:05 | Versuche: Hess 19. n.erh. O’Neill 58. erh., 62. erh. Morgan 85. erh. Erhöhungen: Thurston (3/4) Straftritte: Thurston (2/2) 34., 79. | (6:14) Bericht | Versuche: McCullough 4. erh. Kahu 39. erh. Oates 69. erh. Erhöhungen: Kahu (3/3) Straftritte: Kahu (1/1) 12. | 1300SMILES Stadium, Townsville Zuschauer: 23.804 Schiedsrichter: Matt Cecchin, Alan Shortall |

| 17. September 19:50 | Canberra Raiders | 22 : 12        | Penrith Panthers                                                               | GIO Stadium, Canberra Zuschauer: 21.498 Schiedsrichter: Ben Cummins, Gerard Sutton |
| 17. September 19:50 | Versuche: Austin 12. erh. Rapana 35. erh. Croker 43. erh. Erhöhungen: Croker (3/3) Straftritte: Croker (2/2) 75., 80. | (12:0) Bericht | Versuche: Peachery 59. erh. Watene-Zelezniak 65. erh. Erhöhungen: Cleary (2/2) | GIO Stadium, Canberra Zuschauer: 21.498 Schiedsrichter: Ben Cummins, Gerard Sutton |

### Halbfinale
| 23. September 20:05 | Cronulla-Sutherland Sharks | 32 : 20        | North Queensland Cowboys                                                                       | Allianz Stadium, Sydney Zuschauer: 36.717 Schiedsrichter: Ben Cummins, Gerard Sutton |
| 23. September 20:05 | Versuche: Feki 22. n.erh. Townsend 35. erh. Lewis 52. erh. Maloney 56. erh., 66. n.erh. Erhöhungen: Maloney (3/5) Straftritte: Maloney (3/3) 17., 27., 65. | (14:0) Bericht | Versuche: Coote 43. erh. Feldt 71. n.erh., 77. erh. Hess 79. n.erh. Erhöhungen: Thurston (2/4) | Allianz Stadium, Sydney Zuschauer: 36.717 Schiedsrichter: Ben Cummins, Gerard Sutton |

| 24. September 19:55 | Melbourne Storm                                                                                     | 14 : 12       | Canberra Raiders                                                     | AAMI Park, Melbourne Zuschauer: 28.161 Schiedsrichter: Matt Cecchin, Alan Shortall |
| 24. September 19:55 | Versuche: Cronk 32. erh. Blair 60. n.erh. Erhöhungen: Smith (1/2) Straftritte: Smith (2/2) 16., 65. | (8:6) Bericht | Versuche: Rapana 23. erh. Whitehead 76. erh. Erhöhungen: Sezer (2/2) | AAMI Park, Melbourne Zuschauer: 28.161 Schiedsrichter: Matt Cecchin, Alan Shortall |

### Grand Final
| 2. Oktober 19:15 | Cronulla-Sutherland Sharks                                                                       | 14 : 12       | Melbourne Storm                                                       | ANZ Stadium, Sydney Zuschauer: 83.625 Schiedsrichter: Matt Cecchin, Ben Cummins |
| 2. Oktober 19:15 | Versuche: Barba 15. erh. Fifita 69. erh. Erhöhungen: Maloney (2/2) Straftritte: Maloney (1/1) 7. | (8:0) Bericht | Versuche: Bromwich 50. erh. Chambers 64. erh. Erhöhungen: Smith (2/2) | ANZ Stadium, Sydney Zuschauer: 83.625 Schiedsrichter: Matt Cecchin, Ben Cummins |

| 1                  | Ben Barba         |
| 2                  | Sosaia Feki       |
| 3                  | Jack Bird         |
| 4                  | Ricky Leutele     |
| 5                  | Valentine Holmes  |
| 6                  | James Maloney     |
| 7                  | Chad Townsend     |
| 8                  | Andrew Fifita     |
| 9                  | Michael Ennis     |
| 10                 | Matt Prior        |
| 11                 | Luke Lewis        |
| 12                 | Wade Graham       |
| 13                 | Paul Gallen       |
| Auswechselspieler: |                   |
| 14                 | Gerard Beale      |
| 15                 | Chris Heighington |
| 16                 | Sam Tagataese     |
| 17                 | Jayson Bukuya     |

| 1                  | Cameron Munster  |
| 2                  | Suliasi Vunivalu |
| 3                  | Will Chambers    |
| 4                  | Cheyse Blair     |
| 5                  | Marika Koroibete |
| 6                  | Blake Green      |
| 7                  | Cooper Cronk     |
| 8                  | Jesse Bromwich   |
| 9                  | Cameron Smith    |
| 10                 | Jordan McLean    |
| 11                 | Kevin Proctor    |
| 12                 | Tohu Harris      |
| 13                 | Dale Finucane    |
| Auswechselspieler: |                  |
| 14                 | Kenny Bromwich   |
| 15                 | Tim Glasby       |
| 16                 | Christian Welch  |
| 17                 | Ben Hampton      |